# Scruff
Scruff é um aplicativo norte-americano disponível em dispositivos iOS e Android. O aplicativo de relacionamento tem como público-alvo homens que procuram relacionamentos amorosos e afetivos com outros homens. O aplicativo permite que os usuários façam upload de fotos em seu perfil e busquem outros membros por localização próxima (geolocalização) e interesses compartilhados. Os usuários podem enviar mensagens diretamente para outros usuários ou podem usar o recurso “Woof” do aplicativo, que permite aos usuários expressar interesse no perfil de outro usuário.
Em 2019, o aplicativo tinha aproximadamente mais de 15 milhões de membros em todo o mundo com usuários em 180 países e seis continentes. O aplicativo foi traduzido para 10 idiomas, incluindo espanhol, português, alemão, francês, chinês e árabe.
O download do aplicativo é gratuito. Os usuários podem optar por adquirir uma assinatura paga, Scruff Pro, para acessar recursos adicionais.

## História
A empresa foi fundada em 2010 por Johnny Skandros e Eric Silverberg, agora seu CEO.
Em 2013, o aplicativo adicionou uma comunidade para usuários soropositivos chamada "Poz". Scruff foi o primeiro aplicativo a incluir opções para membros da comunidade militar e transgênero.
Em outubro de 2015, a empresa lançou Scruff Versão 5, que incluía novas comunidades, tipos de relacionamento, preferências de sexo e práticas de segurança.
Em 2018, Scruff parou de usar anúncios programáticos de terceiros, como banners, e mudou para um modelo de receita baseado em assinaturas e publicidade direta. O CEO da empresa, Eric Silverberg, disse que a decisão foi baseada em preocupações com a "publicidade duvidosa", bem como com a segurança e privacidade do usuário, especialmente em regiões ou países onde a homofobia ainda é generalizada.
Desde agosto de 2018, Scruff não exige que os membros forneçam informações sobre raça ou etnia. O CEO Eric Silverberg disse que a decisão ajudará a empresa a "garantir que o assédio, o racismo e o abuso não aconteçam".
Em janeiro de 2019, após várias suspensões do Google Play, Scruff anunciou que estava banindo fotos de perfil com "abraços sexualmente sugestivos" ou membros de cueca ou calção de banho.
Nos Estados Unidos, Scruff lançou um game show de perguntas e respostas ao vivo chamado “Hosting”, em março de 2019. Os usuários competem por prêmios em dinheiro respondendo a questões de história e cultura pop com tema LGBT+ por meio do aplicativo Scruff. Eles também podem ver e enviar notificações de “Woof” para outros jogadores.

## Prêmios e reconhecimento
Em 2014, a empresa ganhou vários prêmios de aplicativos móveis, incluindo o prêmio de melhor aplicativo da Time Out New York.
Em 2018, Scruff foi incluído na lista dos "Melhores aplicativos de namoro LGBT para Android e iOS" da Digital Trends.
Em 2018, o Daily Dot nomeou Scruff como um dos “9 melhores sites e aplicativos de namoro para gays”.
A TechRadar incluiu Scruff em sua lista dos “melhores aplicativos de namoro de 2019”.

## Segurança e conscientização
Em 2015, a empresa adicionou um recurso de alerta ao viajante que notifica os usuários quando eles chegam a um dos cerca de 100 países onde a homossexualidade é criminalizada. Quando  O app envia alertas aos membros sobre como tem sido a segurança para LGBTs e direciona para mais informações nessas regiões através de artigos do site International Lesbian, Gay, Bissexual, Trans e Intersex Association (ILGA), em uma página da web que identifica as leis anti-gay nesses países.
Em 2018, o CEO da Scruff, Eric Silverberg, disse que Scruff não tem planos de se integrar ao Facebook devido a preocupações com privacidade e mineração de dados.

## Operações
Usando geolocalização, a interface inicial exibe uma grade de fotos do perfil do usuário, organizadas do mais próximo para o mais distante. Tocar em uma imagem abre o perfil de um usuário, exibindo opções para bater-papo, enviar um "Woof", salvar perfis e desbloquear fotos privadas, vídeos e outras informações do usuário.
- O serviço “Venture” com foco em viagens permite que os usuários naveguem por destinos turísticos populares em todo o mundo, encontrem-se com outros usuários, confiram presença em eventos locais e pesquisem acomodações. O Venture também inclui uma função de chat que conecta os usuários aos “embaixadores” locais que podem fornecer sugestões sobre onde ir e o que fazer em mais de 500 destinos.[10][13]
- A opção "Woof" permite que os membros expressem interesse por "woofing" em outro membro como uma escolha alternativa para enviar mensagens diretamente a eles.
- O recurso “Stealth Mode” usa GPS ofuscação para ocultar a localização de um usuário se um membro escolher essa opção para sua privacidade ou proteção.[15]
- Match: Este recurso permite que os usuários usem um golpe de foto para membros que procuram especificamente relacionamentos.
- Insights: permite que os usuários vejam estatísticas com base na capacidade de resposta de um determinado usuário em relação a outras comunidades dentro do aplicativo.

## Na cultura popular
A empresa revelou uma campanha publicitária em um outdoor fora do Super Bowl XLIX que dizia "Jogue em nossa equipe" para encorajar a aceitação de atletas profissionais gays.
O fundador Johnny Skandros e Scruff's Pit Crew foram apresentados como convidados do desafio na 6ª temporada da RuPaul's Drag Race .
SCRUFF apoiou o Festival Internacional de Cinema e Teatro Queer de Delhi em 2016.
Em outubro de 2018, a personalidade e modelo do YouTube Brendan Jordan fez uma parceria com Scruff para promover o Dia Nacional de "Saída do Armário".
O aplicativo é referenciado em uma linha do filme Netflix 2020 “The Prom (film)”, de Ryan Murphy. O personagem Barry Glickman diz “se não têm gays aqui, por que meu 'Scruff' está 'bombando' agora?” 